# Antonello da Messina

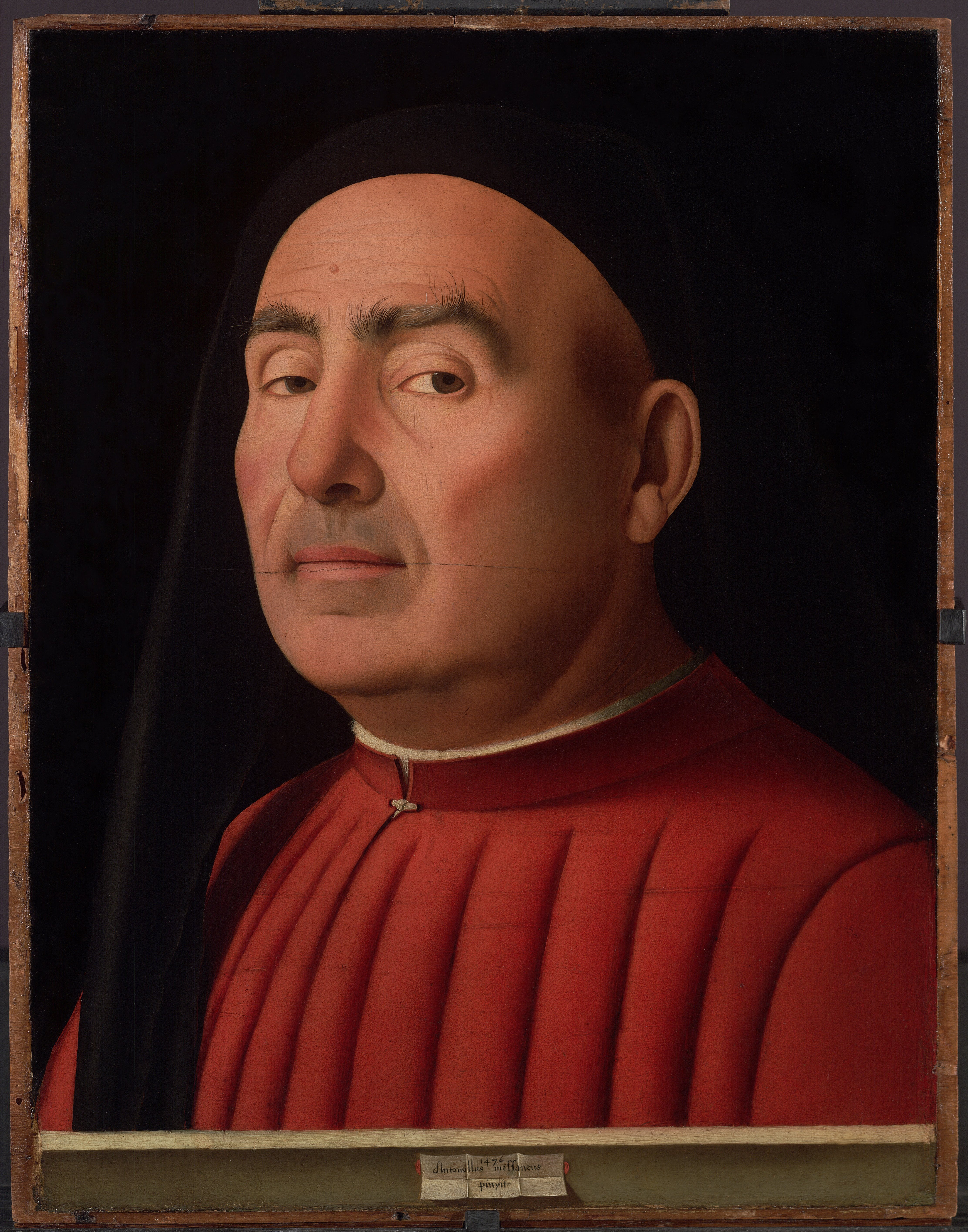
Das sogenannte Trivulzio-Porträt (1476), gehört zu den Bildnissen Antonellos, die als Selbstporträt vorgeschlagen wurden (Museo civico d’arte antica (Palazzo Madama), Turin)

Antonello da Messina, eigentlich Antonio di Giovanni de Antonio (* um 1429/1430 in Messina; † zw. 14. und 25. Februar 1479 in Messina) war ein italienischer Maler, der Mitte des 15. Jahrhunderts entscheidend zur Verbreitung der seinerzeit neuen Technik der Harzölmalerei in Italien beitrug. Es gelang ihm, das Licht, die Stimmungslage und die Detailliebe der altniederländischen Malerei mit der monumentalen, rationalen Räumlichkeit der italienischen Schule auszubalancieren. Seine Porträts sind berühmt für ihre Lebendigkeit und ihre psychologische Tiefe.
Während seiner gesamten Laufbahn bewies er ein dynamisches Aufnahmevermögen für die künstlerischen Impulse seiner jeweiligen Aufenthaltsorte. Gleichzeitig lieferte er Eigenentwicklungen, die zur Bereicherung der örtlichen Malschule beitrugen. Insbesondere in Venedig erneuerte er mit seinem Einfluss die ortsansässige Malerei, wo sich die pittura tonale herausbildete, welche für die venezianische Renaissance charakteristisch ist und sich durch einen äußerst weichen und humanen Stil auszeichnet.

## Leben

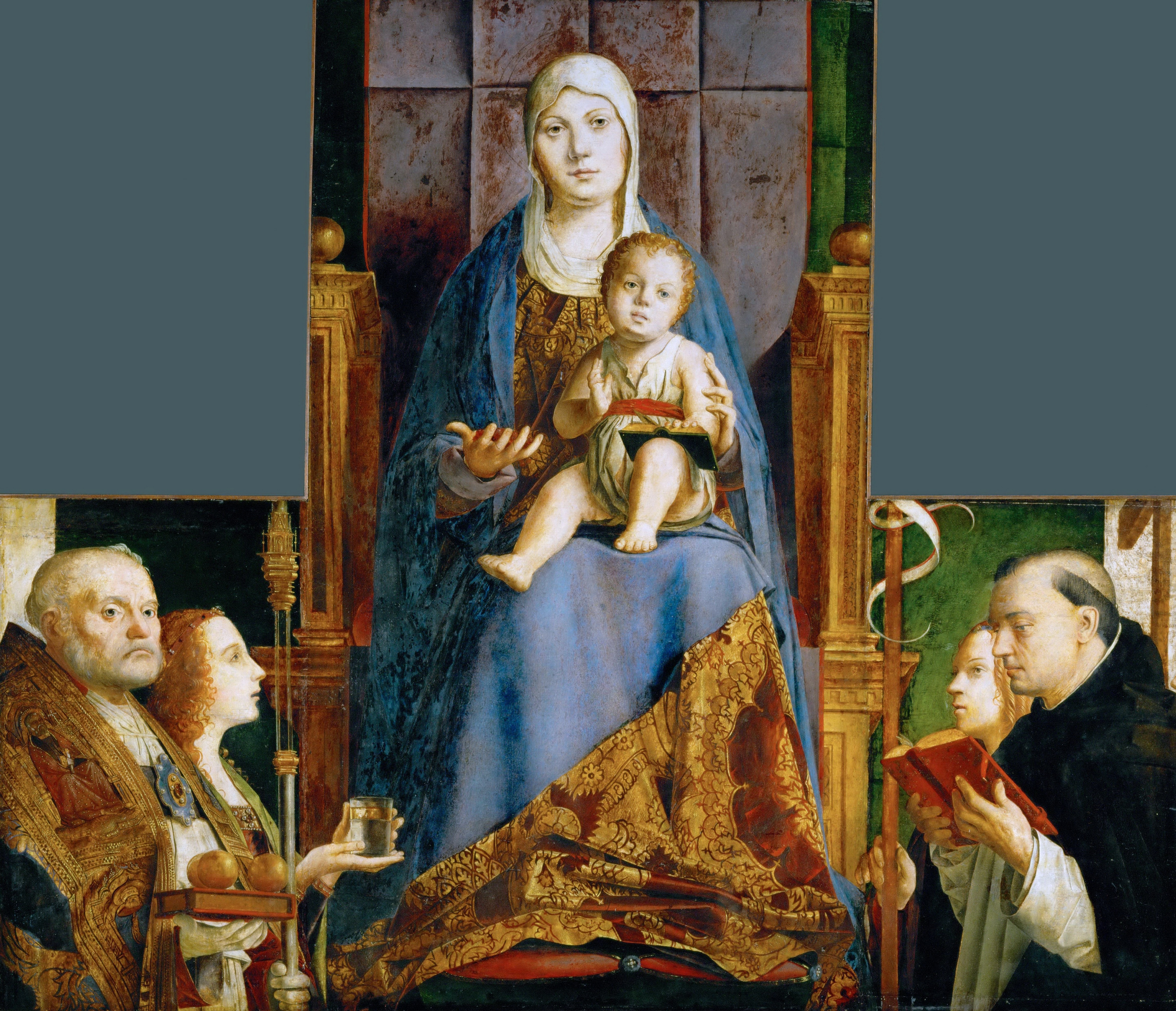
Maria mit Kind und den hll. Nikolaus von Bari, Anastasia (?), Ursula, Dominikus und (vom Rahmen überschnitten) Helena (1475/76), Kunsthistorisches Museum Wien (Fragment des Altarbildes für die Kirche San Cassiano)

Antonio di Giovanni d’Antonio war der Sohn des Steinmetzen Giovanni d’Antonio Mazonus aus Messina und seiner Frau Garita (wahrscheinlich Margherita). Sein Sohn Jacobo, genannt Jacobello d’Antonello, war sein Erbe und ebenfalls Maler. Antonio wurde 1479 in der Kirche Santa Maria di Gesù Superiore in Messina begraben. Bekannt ist Antonio unter seinem Beinamen Antonello da Messina, nach seiner Geburtsstadt.
Antonello war schon zu Lebzeiten ein hochgeschätzter Maler, von dem bis heute nur wenige biografische Details bekannt sind. Auf sein Geburtsjahr in Messina kann nur über sein Sterbealter zurückgeschlossen werden. Laut Giorgio Vasari soll der Künstler bei seinem Ableben erst 49 Jahre alt gewesen sein, er starb an der Schwindsucht. Relativ sicher belegt ist eine Lehre des jungen Antonello beim Neapolitaner Colantonio um 1450. Dies geht aus einer Korrespondenz des Humanisten Pietro Summonte (1463–1526) mit Marcantonio Michiel hervor, welche in das Jahr 1524 datiert ist. Zwischen 1450 und 1453 arbeitete Antonello dann in Neapel, Messina, Palermo und in Reggio di Calabria. Nach Abschluss seiner Ausbildung kehrte er 1456 wieder nach Messina zurück.
In das Reich der Fantasie gehört die schon von Vasari aufgebrachte Legende, dass Antonello da Messina seine detailsichere Malweise mit ihrer präzisen Stofflichkeit in den Niederlanden bei den Brüdern Jan und Hubert van Eyck erlernt und nach seiner Rückkehr aus Flandern die dort vervollkommnete Ölmalerei (d. h. die mit Leimfarben untermalten Bilder mit Ölfarben zu lasieren) nach Italien gebracht habe. Als Beleg hierfür galt lange ein frühes Christusbild von flämischem Charakter in der Nationalgalerie zu London, das die Jahreszahl 1465 trägt. Heute sind sich die Kunsthistoriker weitgehend einig, dass schon die Lebensdaten der van Eycks und Antonellos gegen diese These sprechen.
Es ist davon auszugehen, dass Antonello da Messina zumindest Werke von Rogier van der Weyden oder Jan van Eyck in Italien selbst gesehen und aus der Anschauung seine durchaus eigene Technik der Ölmalerei entwickelt hat. Als möglich wird ein Zusammentreffen Antonellos (unter dem Namen Antonello da Sicilia) Anfang 1456 mit dem Flamen Petrus Christus in Mailand angenommen. Eine neuere, umstrittene These behauptet einen Einfluss durch die zur Zeit Antonellos in Neapel präsenten Werke der provenzalischen Malerschule um Enguerrand Quarton, die sich allerdings in einem anderen künstlerischen Ausdruck als Antonello präsentierte.
Sicher nachzuweisen ist der Aufenthalt Antonellos und seiner Familie 1460 in Amantea in Kalabrien und vor 1465 und dann wieder 1473–1474 in Messina. 1474 bis 1476 hielt er sich vermutlich in Venedig zunächst für das Altarbild von San Cassiano auf. Dank seiner neuen Malweise erwarb er schnell einen großen Ruf als Porträtmaler und hatte Kontakt zu Giovanni Bellini und Vittore Carpaccio. Dass auch heute die Erforschung der genauen Lebensdaten Antonellos kaum Erfolge zeitigt, ist eine Folge der Vernichtung der Archivbestände beim großen Erdbeben von Messina im Jahr 1908. Der Erfolg Antonellos in Venedig spiegelt sich in Künstlerlegenden wider, wonach etwa Bellini sich getrieben vom Neid auf den Kollegen in dessen Werkstatt eingeschlichen hätte. Tatsächlich stammt die Mehrzahl der erhaltenen Werke Antonellos aus dieser kurzen Schaffensperiode in der Lagunenstadt.

## Werk

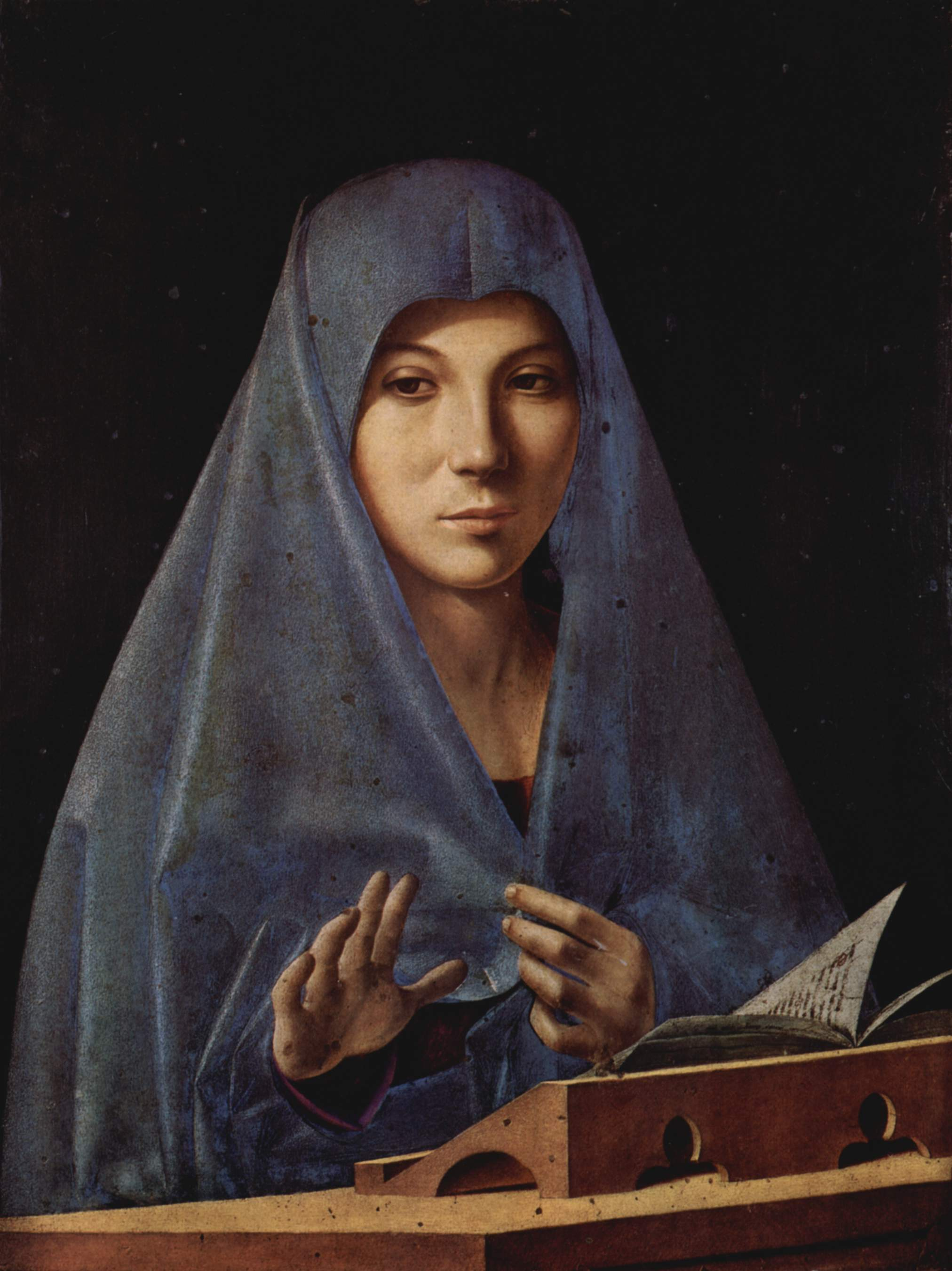
Maria der Verkündigung (Annunziata di Palermo), um 1475

Von der Pala di San Cassiano (1475) sind heute nur noch die Heiligenfiguren erhalten (Kunsthistorisches Museum, Wien). Darstellungen des Werkes sind nur verkleinert überliefert. Ohne dieses überaus groß dimensionierte Werk sind die Andachtsbilder Bellinis und der Schule um Tizian kaum zu denken. Weitere Hauptwerke sind die Annunziata (1474) in München, 1475 eine weitere, fortentwickelte Annunziata in der Galleria Regionale della Sicilia im Palazzo Abatellis in Palermo, ein Ecce homo (1473) im Collegio Alberoni in Piacenza, eine Kreuzigung in Antwerpen (Königliches Museum der Schönen Künste), der Condottiere, ein männliches Porträt, im Louvre (beide von 1475), ein junger Mann in der Berliner (1478) und ein Heiliger Sebastian in der Dresdner Gemäldegalerie.
Etliche der Porträts setzen sich in der Präsenz und Offenheit, mit der sich die Porträtierten dem Betrachter zeigen, von der flämischen Darstellungsweise ab. Die dramatische Licht-Schatten-Modulation in einigen Werken kündigt bereits eine künstlerische Konzeption an, die wesentlich später von Caravaggio zur Meisterschaft entwickelt wurde.
Die Annunziata von Palermo stellt eine Besonderheit in der Malerei der Renaissance dar. Der Engel der Verkündigung ist nicht im Bild zu sehen, Maria wird sitzend hinter einem aufgeschlagenen Buch dargestellt. Die Handlung spiegelt sich allein in Gestik und Mimik der Maria wider. Nach Robert A. Gahl jr. (Päpstliche Universität vom Heiligen Kreuz in Rom), soll es sich bei dem Buch um das Alte Testament handeln. Der angedeutete Text ist nach Gahl vermutlich Vers 14, Kapitel 7 des Buches Jesaja, in dem die Geburt des Erlösers durch eine Jungfrau prophezeit wird.

## Werkauswahl

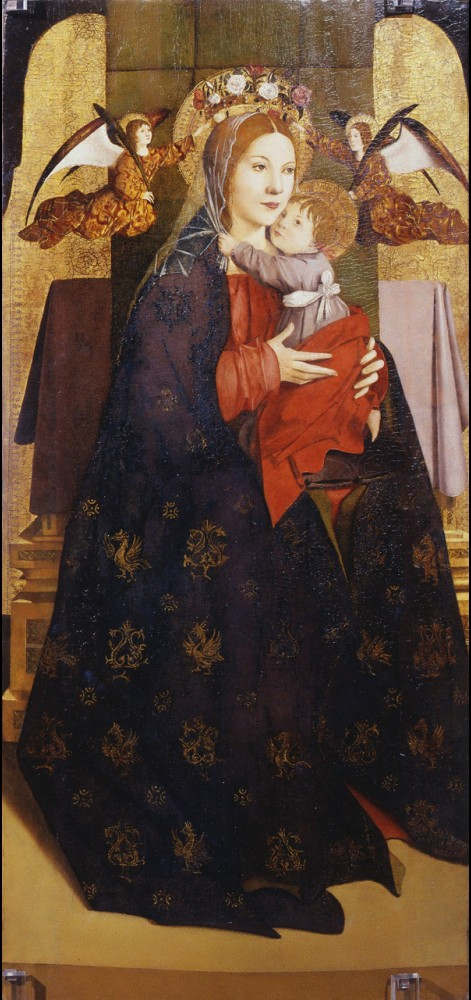
Madonna mit Kind (ca. 1470), Uffizien, Florenz
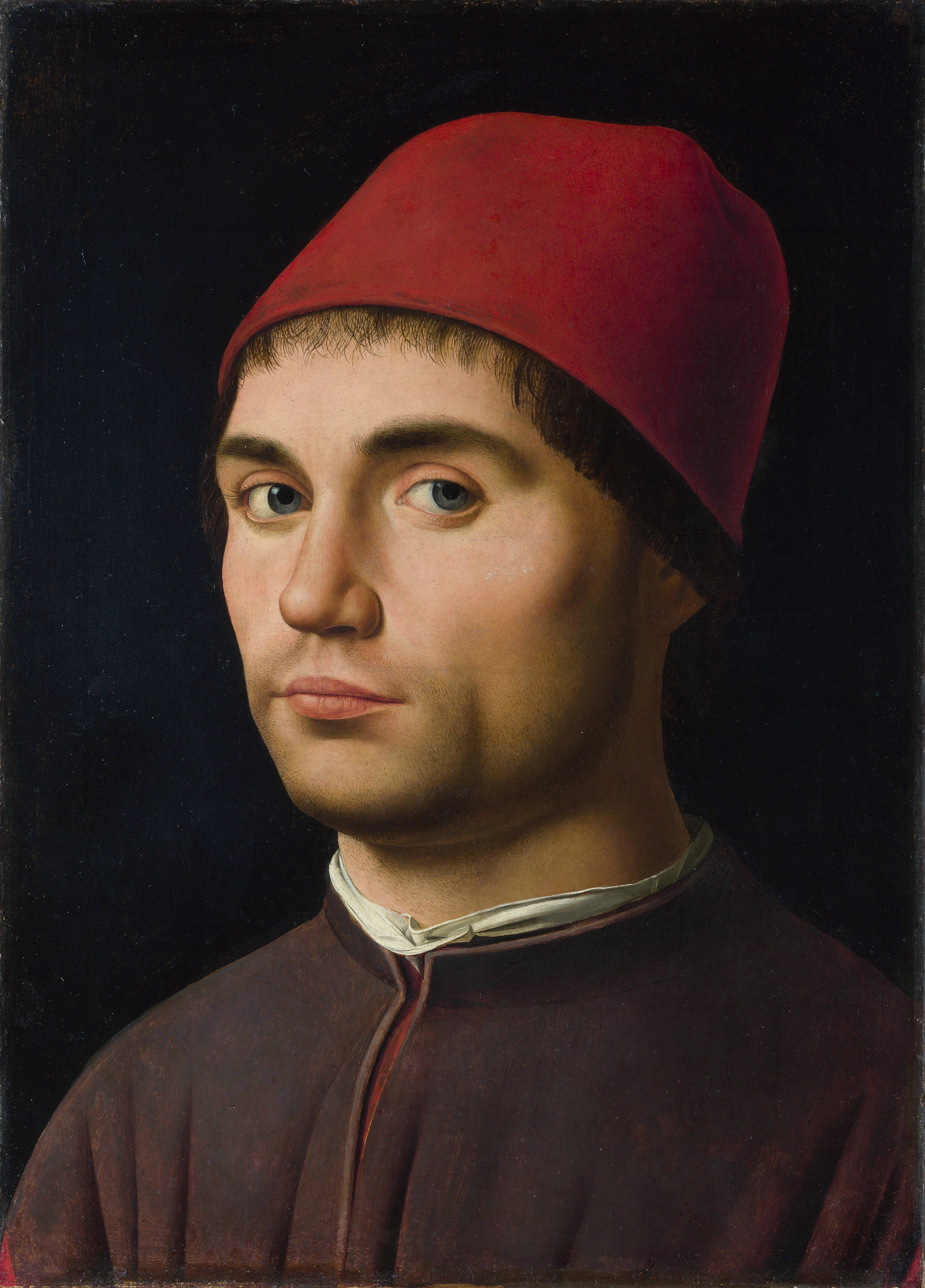
Bild eines Mannes (1473), National Gallery
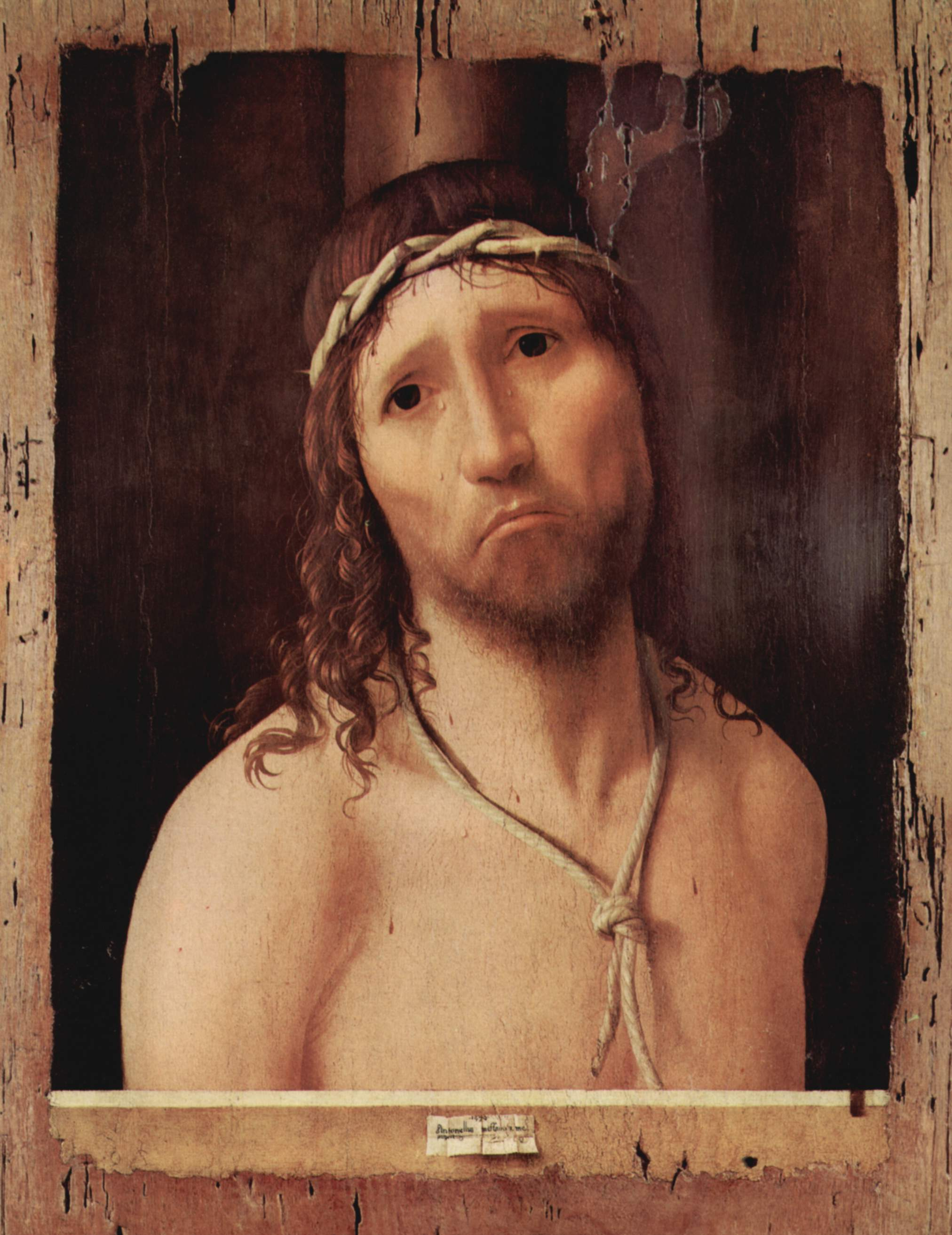
Ecce homo (1473), Collegio Alberoni
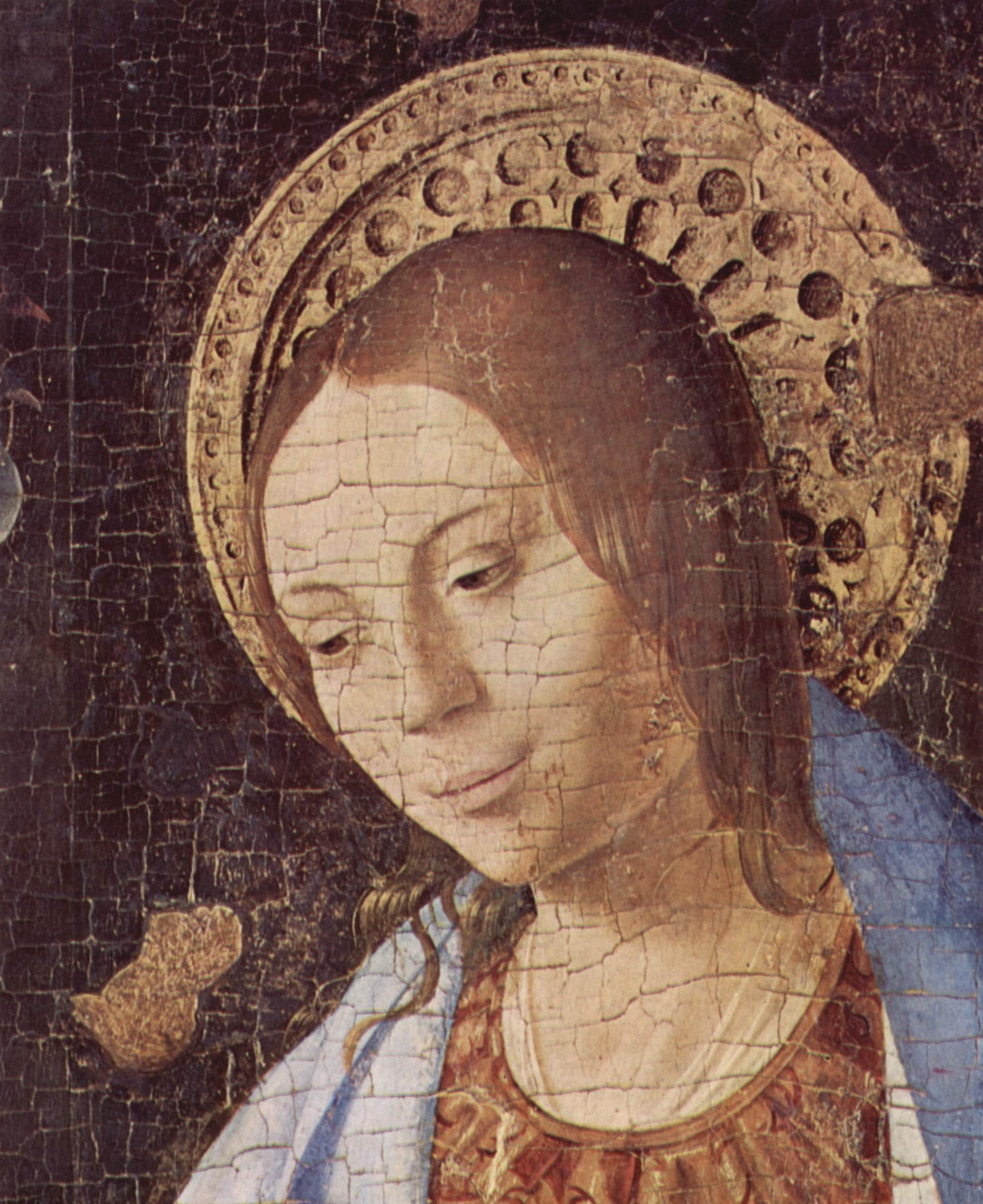
Maria Annunziata (1474), Museo di Palazzo Bellomo, Syrakus
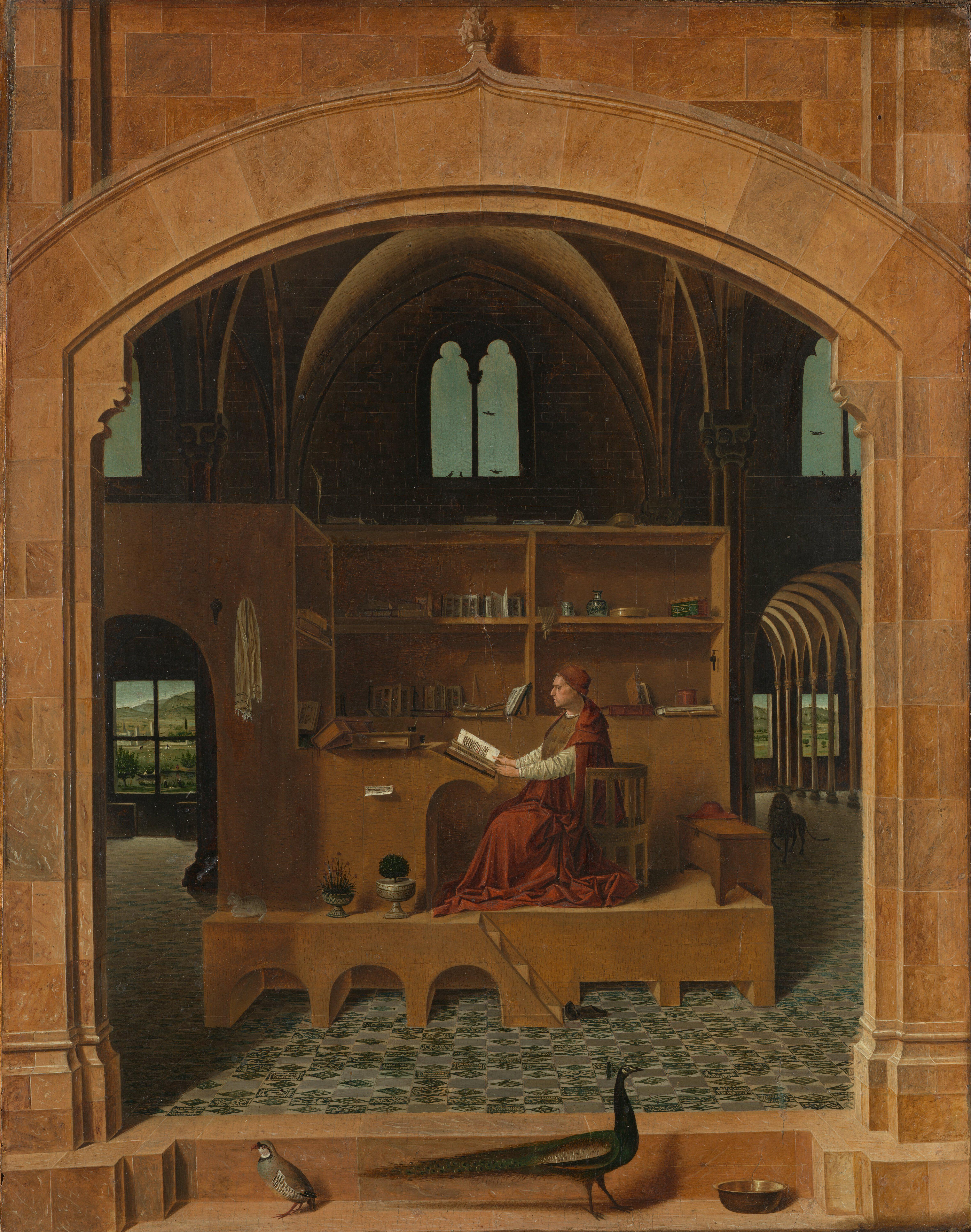
Der hl. Hieronymus im Gehäuse (1474), National Gallery
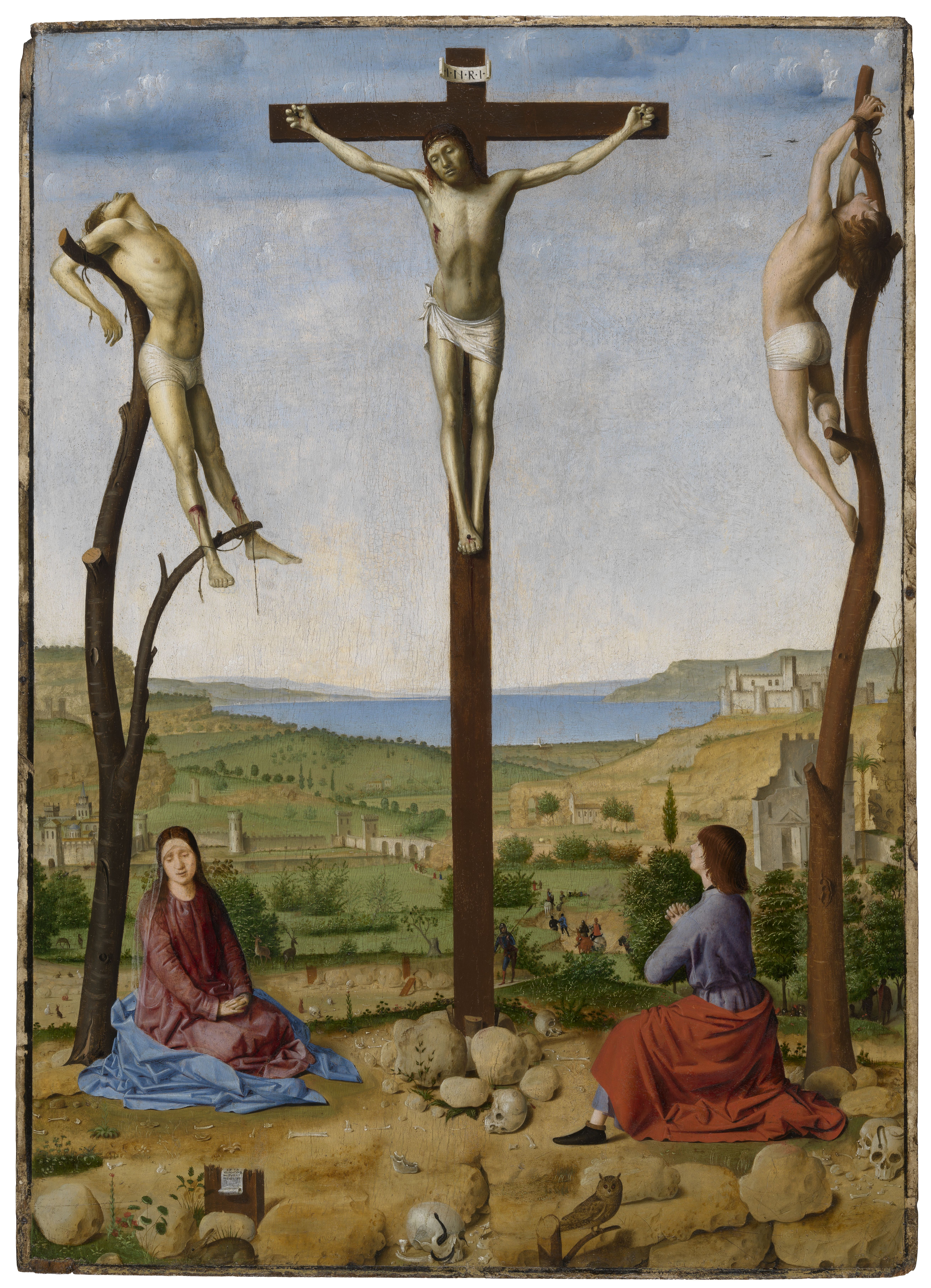
Kalvarienberg, Antonello da Messina, 1475, Königliches Museum der Schönen Künste
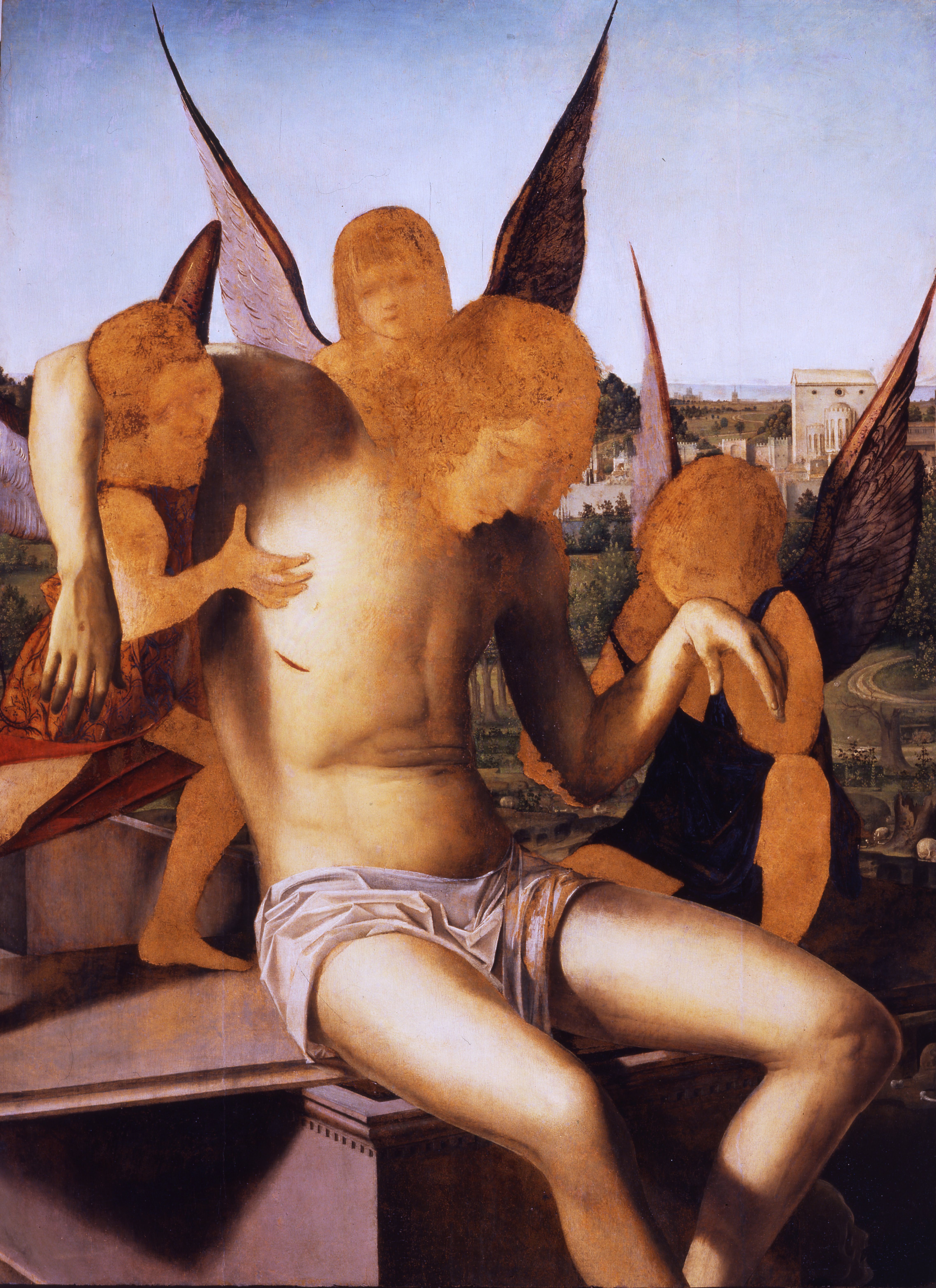
Pietà mit drei Engeln (1475/76), Museo Correr
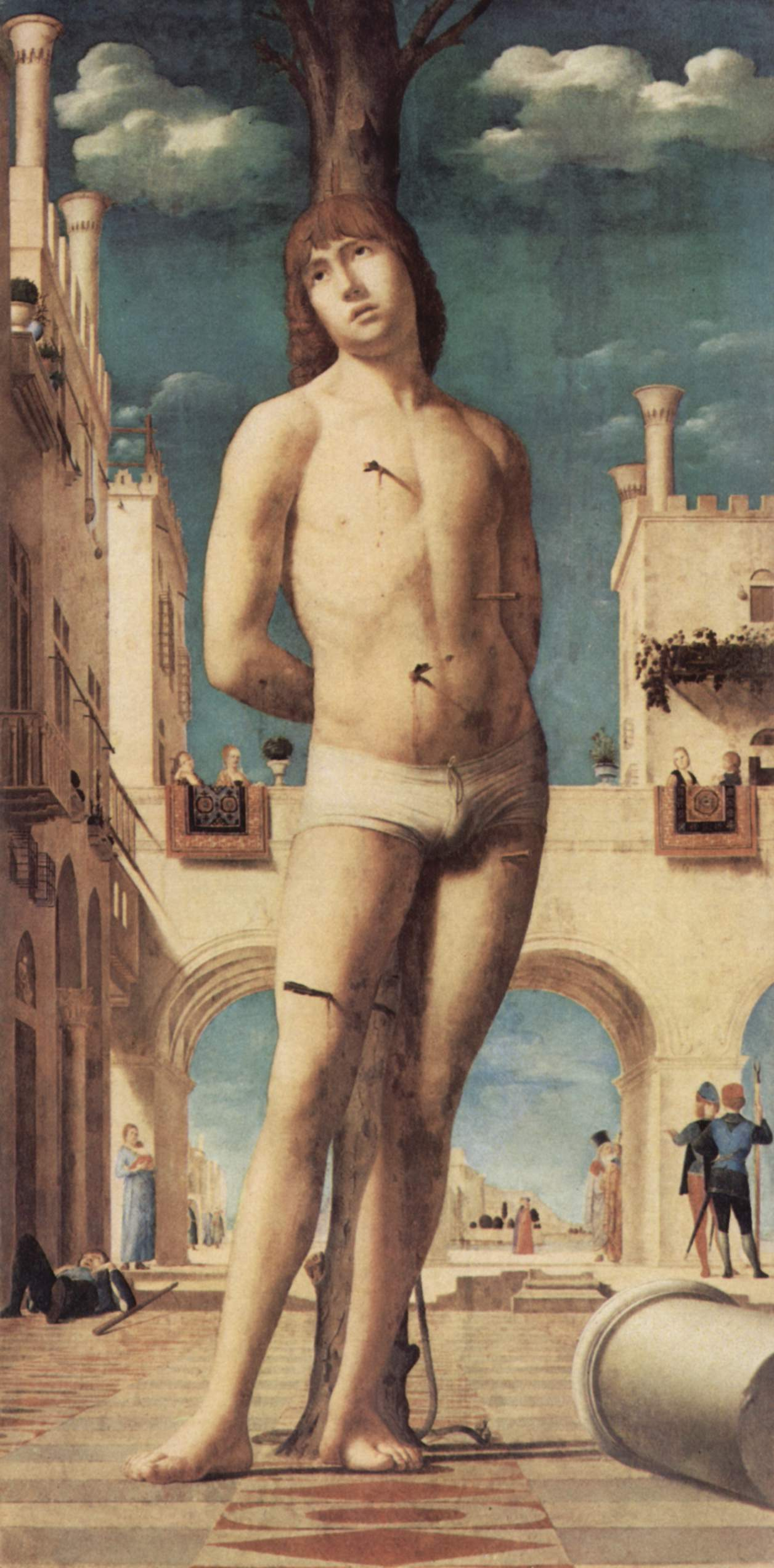
Hl. Sebastian (1476), Gemäldegalerie Alte Meister
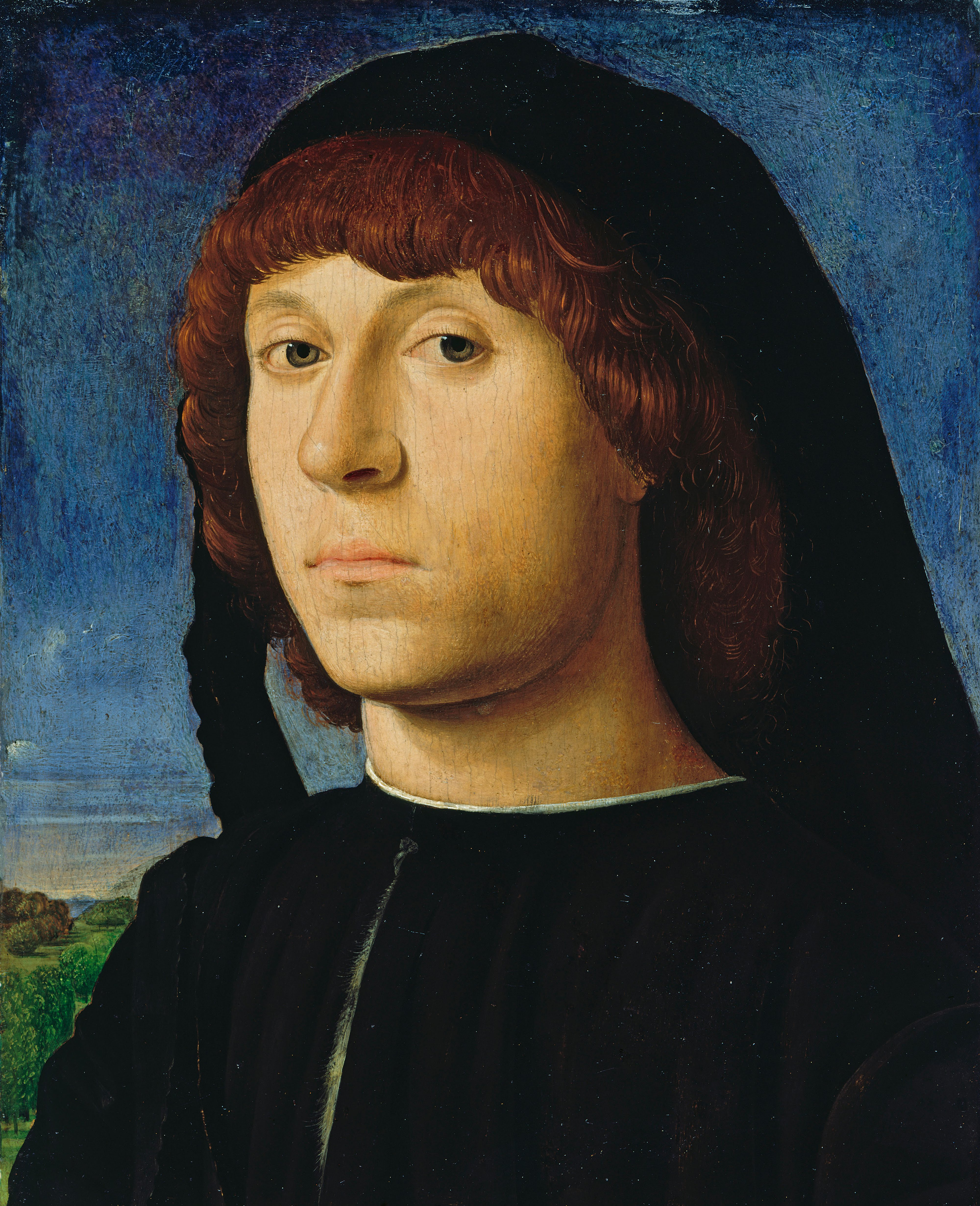
Bildnis eines jungen Mannes (1478), Gemäldegalerie (Berlin)